# Ian Simmonds
Ian Simmonds, Juryman (* 1966 in Wales), ist DJ, Musikproduzent und Electronica-Jazz-Musiker. Seine Musik oszilliert zwischen eher akustischen Arbeiten des Nu Jazz, downtempo und aufwendig produzierter Electronica bzw. Intelligent Dance Music. Unter seinem Pseudonym Juryman ist der Sound seiner Stücke verwoben mit Hip-Hop-Texturen.
Ian Simmonds Musik überwindet häufig „erfolgreich jene Kluft, welche die DJ-Kultur von der organisch-lebendigen“ essentielleren E-Musik trennt.
Seine Werke haben lyrische oder gesellschaftspolitische Inhalte.
Ian Simmonds ist Trompeter, E-Bass- und Klavier-Spieler, Sänger und Musikproduzent mit zahlreichen Veröffentlichungen, Beiträgen und Co-Produktionen.

## Biographie

### Hintergrund
Ian Simmonds folgte in seiner Kindheit den Engagements seines Trompete-spielenden Vaters um die Welt. Mit 18 Jahren ging er nach London und formierte ein Kollektiv namens Sandals mit drei weiteren Freunden. Ende der 80er starteten sie den Club "Violets" in London-Soho, als Antwort auf die entstehende Acid-House-Szene und frühe Rave-Kultur; verschiedene Happenings folgten. Mit Beginn der 1990er veröffentlichten die Sandals bei London Records. Ian Simmonds veröffentlichte seine tief vibrierende Musik zuerst unter seinem Pseudonym Juryman (1995), später unter seinem bürgerlichen Namen Ian Simmonds.

### Musik
Mitte der 1990er begann Ian Simmonds eine Serie von 12"-Alben zu veröffentlichen. Zusätzlich produzierte er für Leftfield and Pressure Drop, was seine späteren Veröffentlichungen beeinflusste, nicht zuletzt traf er dabei Luke Gordon aka Spacer. 1997 erschien bei SSR eine LP Juryman vs Spacer: Mailorder Justice.
Sein 1999 bei K7 erschienenes Solo-Debüt Album Ian Simmonds: Last States of Nature wurde sehr gut besprochen und konsolidierte seinen Ruf als innovativer Produzent. Es folgten 2000 die LP Juryman: The Hill (SSR Records), 2001 Ian Simmonds: Return to X (K7); mit Escape to Where erschien 2002 eine weitere Juryman LP.
Neben der Zusammenarbeit mit den verschiedensten Musikern, vielen Remixen, Erscheinungen in diversen Kompilationen hat Ian Simmonds auch die Musik zum Dokumentarfilm von Adam Smiths A.I.P.S (American Infantry Preservation Society) komponiert.
2005 zog der Künstler nach Deutschland, um mit hiesigen Musikern an seinem Jazz-Project "Wise in Time" zu arbeiten; seitdem veröffentlicht Ian Simmonds für "Musik Krause", ein Unterverlag von "Freude am Tanzen", wo bereits fünf 12" erschienen sind, ebenso wie seine jüngste LP Ian Simmonds: Burgenland Dubs.

## Diskografie

### Alben

#### The Sandals
- Rite to Silence (Acid Jazz), 1994
- Yesterdays Tomorrow (Rudiment Records, Japan), 2009

#### Juryman
- Juryman vs Spacer: Mailorder Justice (SSR Records), 2000
- The Hill (SSR Records), 2000
- Escape to Where (SSR Records), 2002
- Wish Road (kein Label/Bandcamp), 2013

#### Ian Simmonds
- Last States of Nature (K7), 1999
- Return to X (K7), 2000
- Burgenland Dubs (Musik Krause), 2009
- The Right Side Of Kind (Goldmin), 2015

#### Wise in Time
- The Ballad of Den the Men (Crammed Discs), 2006
- Know The Words? (All That's Left), 2009

### Singles und EPs

#### Sandals
- A Profound Gas, Maxi (Acid Jazz), 1992
- We wanna live, Maxi (Open Toe Records), 1992
- Cracked EP, EP (Open Toe Records), 1994
- Feet, Maxi (Open Toe Records), 1994
- Nothing, Maxi (FFRR), 1998

#### Juryman
- One, 12" (Orange Egg Records), 1995
- Two, 12" (All That's Left), 1995
- 3, 12" (Ntone), 1997
- 4, 12" (SSR Records), 1997
- Remixes from The Hill, 12" (SSR Records), 2001
- Overstretchin, Maxi, (SSR Records), 2002

#### Ian Simmonds
- Hidden Witness EP, 12" (K7), 1999.
- Man with no Thumbs, 12" (K7), 1999.
- Return to X (The Spacer & Slop Shop Remixes), 10" (K7), 2001.
- Swinging Millie EP, 12" (K7), 2001.
- International Songs, 12" (Musik Krause), 2005.
- Standing Man EP, 12" (Musik Krause), 2006.
- The Wendelstein Variations EP, EP" (Musik Krause), 2008.
- The Woodhouse EP, 12" (Musik Krause), 2008

#### Wise in Time
- Slowfall, 10" (Electric Tones), 2001

### Plattenlabels
- Acid Jazz
- FFRR
- Open Toe Records
- Orange Egg Records
- All That's Left
- Pussyfoot Records
- Ntone
- SSR Records
- Crammed Discs
- Studio K7
- Musik Krause

### Remixe

#### Juryman
- "Barbara Gogan - Made on Earth (Remixes)" Dangerous (Juryman Mix), SSR Records, 1997
- "Statik Sound System - Remix Selection" Free to Choose (Juryman Mix), Cup of Tea Records, 1997
- "Suba - Felicidade Remixes" Felicidade (Juryman's Ocean Hill Rework), Six Degrees Records, 2000
- "So Blue It's Black" So Blue It's Black (Juryman Mix), Blue (Island), 2000
- "Clubber's Guide to Breaks" So Blue It's Black (Juryman Mix), Ministry of Sound, 2002
- "Suba - Tributo" Felicidade (Juryman Mix), Six Degrees Records, 2002
- "The Underwolves - Under Your Sky (Remixes)" So Blue It's Black (Juryman Mix), Jazzanova Compost Records, 2002
- "Crammned Global Soundclash 1980-89 The Connoisseur Edition" Saure Gurke (Juryman Mix), Crammed Discs, 2003
- "Felicidade" Felicidade (Juryman's Ocean Hill Rework), Ziriguiboom, 2003

#### Ian Simmonds
- "Silent Poets - Drawing" The Children Of The Future (Turnpike Blues Mix) (Ian Simmonds Remix), Toys Factory, 1995
- "Sofa Surfers - Constructions: Sofa Surfers Remixed And Dubbed" If It Were Not For You (Ian Simmonds Remix), Klein Records, 1995
- "A Guy Called Gerald - Humanity" Humanity (Ian Simmonds Remix), K7, 2000
- "Polar - Mind Of A Killer" Mind Of A Killer (Ian Simmonds Mix), Certificate 18, 2000
- "Peace Orchestra - Shining Repolished Versions" Shining (Ian Simmonds Rework), G-Stone Recordings, 2000
- "Beanfield - The Season / Catalpa" Catalpa (Ian Simmonds Rework), Compost Records, 2000
- "Various: Inside 03" Slop Shop - Gone (Ian Simmonds Rework), Poets Club Records, 2001
- "Beth Hirsch - Nest Sensation" Nest Sensation (Full Vox Repo), K7, 2001
- "Various: Electronic Resistance" Peace Orchestra - Shining (Ian Simmonds Rework), Poets Club Records, 2001

### Titel auf Kompilationen, Soundtracks und verschiedene andere Veröffentlichungen
- "Juryman - Know Kname" on The Cream Of Trip Hop (Issue 1) Arctic Records, 1995
- "Juryman - If The Law Suits" on Beats By Dope Demand Three Kickin Records, 1996
- "Juryman vs Spacer - R.S.I" on Freezone 4 - Dangerous Lullabies, SSR Records, 1997
- "Juryman vs Spacer - R.S.I" on Pressure Drop & Tipper - Creative Trip Hop, Sound and Media Ltd., 1997
- "Juryman - Bineric Blues" on Naturally Stoned - The Very Best Of Blunted Beats Vol. 1, Millennium Records, 1997
- "Juryman - Playground" on The Future Sound Of Jazz Vol. 4 Compost Records, 1997
- "Juryman - The Ghost Hunter" on Codachromes Chapter Two, Distance, 2000
- "Juryman - The Morning" on New Voices Vol. 37, Rolling Stone, 2000
- "Juryman - The Woven" on Trax Sampler 028, Trax Sampler, 2000
- "Juryman - East of Here" on Freezone: Seven Is Seven Is, SSR Records, 2001
- "Juryman - The Ghost Hunter" on Nova Mix 01 - Full Spectrum - Gilb'R, Nova Records, 2001
- "Juryman - The Ghost Hunter" on Distance Cafe, Nova Records, 2002
- "Juryman - Belle's Poem" on Novo Brasil 01, Distance Records, 2002
- "Juryman - The Ghost Hunter" on Electric Gypsyland, Crammed Discs, 2003
- "Juryman - Belle's Poem" on Mosquito Bar 4: Chill Out Sessions, BMG Belgium, 2003
- "Juryman vs. Taraf de Haïdouks - Cind Eram La '48 (Chronicle Of A Peasant Uprising)" on Electric Gypsiland, Crammed Discs, 2003
- "Juryman - Chinese Mike" on Cabin In The Sky, Cramboy, 2004
- "Juryman - Overstretchin" on Nu Pop, Wagram, 2004
- "Juryman - The Morning" on Trip Hop Anthology, Wagram, 2006
- "Juryman - The Morning" on Saint-Germain Des-Pres Café Paris, Wagram, 2007

- "Ian Simmonds  - Luna Swell" on Atlas Earth, Jumpin' & Pumpin', 1997
- "Ian Simmonds  - Childhood" on Joint Ventures, Ninebarecords, 1997
- "Ian Simmonds  - The Man With No Thumbs" on Offering 2: The Past, Present & Future Of !K7, K7, 1998
- "Ian Simmonds  - Theme To The Last Puma" on Transatlantik Lounging, Life Enhancing Audio, 1999
- "Ian Simmonds  - Alvin's Blues" on Musikexpress 42 - !K7, Life Enhancing Audio, 2000
- "Ian Simmonds  - Alvin's Blues" on Cassagrande Lounge, Cassagrande, 2001
- "Ian Simmonds - Jet" on Mind The Gap Volume 35, Gonzo Circus, 2001
- "Ian Simmonds  - Swingin' Millie (Slop Shop Jam)" on Kid Kenobi Featuring MC Shureshock - Clubber's Guide To Breaks Vol. 2, Ministry of Sound, 2002
- "Ian Simmonds  - Swingin' Millie (Slop Shop Mix)" on Music For Modern Living Vol. 5, Lounge Records, 2001
- "Ian Simmonds  - Theme To The Last Puma" on Saint-Germain-Des-Prés Café, Wagram, 2001
- "Ian Simmonds  - Alvin's Blues" on Springone Compilation, Zeiger Records, 2001
- "Ian Simmonds  - Alvin's Blues" on The Chillout Lounge, Smooth Music, 2001
- "Ian Simmonds - Swingin' Millie (Slop Shop Mix)" on Fruit 2 - Melon, Musicpark Records, 2002
- "Ian Simmonds & DJ Rocca - Better Man" on Illicit Sounds Of Maffia - Chapter 3, Kom-Fut Manifesto Records, 2003
- "Ian Simmonds  - The Dog" on Michael Mayer - Immer 2, Kompakt, 2006

- "Wise in Time  - Slow Fall" on Club Bogaloo 2, Spinning Wheels Records, 2003

## Beteiligungen
- "Sandals - Venice Groove" on Volume Five, (Bass Ian Simmonds), Volume, 1992
- "How Now - Humble Souls" on Humble Souls - How Now, (Producer Ian Simmonds et al.), Acid Jazz, 1993
- "Sandals - Venice Groove" on Wasted - The Best Of Volume (Part 1), (Bass Ian Simmonds), Volume, 1995
- "Spacer - Agent Orange" on Spacer - Atlas Earth, (Vocals, Written by Ian Simmonds), Pussyfoot Records, 1996
- "Spacer - Cursory Rub" on Spacer - The Beamer, (Bass Ian Simmonds), Pussyfoot Records, 2001
- "Spacer - Houston" on Red Snapper - It's All Good (Live Version), (Bass Ian Simmonds), Keep Diggin' Records, 2002
- "Spacer - Houston" on Red Snapper - It's All Good (Live Version), (Bass Ian Simmonds), Keep Diggin' Records, 2002
- "The Orchestra - Tune Three" on The Orchestra - Look Away Now, (Bass Ian Simmonds), Dummond Street Records, 2002

- "Sandals - Nothing" on Giant Steps (Volume One), (Written by Ian Simmonds et al.), FFRR (US), 1993
- "Sandals - A Profound Gas" on Soul CD 8 In Conjunction With Acid Jazz, (Written by Ian Simmonds et al.), Soul CD Magazine, 1993
- "Sandals - Nothing (Leftfield Dub)" on Slowburn: Blissed-Out Beats And After Hours Anthems, (Written by Ian Simmonds et al.), Rumor Records, 1993
- "Sandals - We wanna live" on Silly Symphonies - Guerrilla, fight for your right to party, (Written by Ian Simmonds et al.), Essential Dance Music, 1996
- "Sandals - Feet (Scott Hardkiss Remix)" on Yes - A Scott Hardkiss Mix, (Written by Ian Simmonds et al.), Hardkiss, 1996
- "Sandals - Nothing" on Roadkill! 1.10, (Written by Ian Simmonds et al.), Hot Tracks, 2000
- "Sandals - Feet (Dust Brothers Remix)" on The Chemical Brothers - The Remixes Vol. 06, (Written by Ian Simmonds et al.), Dummond Street Records, 2002
- "Sandals - Nothing" on The Chillout Session: Ibiza Sunsets, (Written by Ian Simmonds et al.), Ministry of Sound, 2003
- "Sandals - Nothing" on Acid Jazz Classics, (Written by Ian Simmonds et al.), Ministry of Sound, 2004
- "Sandals - Venice Groove" on Denz Da Denz Vol. 1, (Written by Ian Simmonds et al.), BMG, 2004

### Interviews
- Podcast Deutschlandfunk-Feature mit Ian Simmonds 2009
- Interview mit Ian Simmonds 2001
- Interview mit Ian Simmonds 2001

### Besprechungen
- Review Ian Simmonds - the wendelstein variations ep
- Review Wise in Time - Ballad of Den the Men